# Pellobäcken
Pellobäcken är ett naturreservat i Arvidsjaurs kommun i Norrbottens län.
Området är naturskyddat sedan 1997 och är 0,2 kvadratkilometer stort. Reservatet omfattar en rullstensås och våtmarker omgärdat av fyra sjöar. Reservatet består av granskog, tall på åsen och sumpskog i våtmarken. 